# Стрільцівська волость
Стрільцівська волость — історична адміністративно-територіальна одиниця Старобільського повіту Харківської губернії із центром у слободі Стрільцівка.
Станом на 1885 рік складалася з 4 поселень, 5 сільських громад. Населення — 8626 осіб (4299 чоловічої статі та 4327 — жіночої), 1222 дворових господарства.
|                     | Площа, десятин | У тому числі орної, дес. |
| ------------------- | -------------- | ------------------------ |
| Сільських громад    | 24268          | 22184                    |
| Приватної власності | —              | —                        |
| Казенної власності  | 14319          | 1953                     |
| Іншої власності     | 200            | —                        |
| Загалом             | 38787          | 23134                    |

Основні поселення волості станом на 1885:
- Стрільцівка (Чечівка) — колишня державна слобода при річці Комишна за 15 верст від повітового міста, 1835 осіб, 269 дворових господарств, православна церква, школа, поштова станція, 3 лавки, 2 ярмарки на рік. За 5 верст — православна церква, 2 школи, 4 лавки, базари по неділях, кінний завод.
- Великоцьке — колишня державна слобода при річці Мілова, 2256 осіб, 365 дворових господарств, православна церква, школа, 3 лавки, щорічний ярмарок.
- Калмиків — колишній державний хутір при річці Комишна, 1094 особи, 180 дворових господарств.
- Мусієнків — колишній державний хутір при річці Комишна, 1405 осіб, 214 дворових господарств, православна церква, школа.
- Миколаїв (Безбожнів) — колишній державний хутір при річці Комишна, 1250 осіб, 194 дворових господарств.

Найбільші поселення волості станом на 1914 рік:
- слобода Стрільцівка — 2707 мешканців;
- слобода Мусіївка — 1992 мешканці;
- слобода Великоцьк — 4812 мешканців;
- слобода Миколаївка — 2460 мешканців;
- слобода Калмиківка — 1992 мешканці;
- завод Стрільцівський — 1815 мешканців.

Старшиною волості був Олексій Пантелейович Тищенко, волосним писарем — Петро Васильович Бахметьєв, головою волосного суду — Михайло Григорович Грибенник.